# 莉萨·罗曼
莉萨·罗曼（英語：Lisa Roman，1989年9月17日—），加拿大女子赛艇运动员。她曾代表加拿大参加2016年和2020年夏季奥林匹克运动会赛艇比赛，其中2020年奥运会获得一枚金牌。